# Jean-Baptiste Boussingault
Jean-Baptiste Joseph Dieudonné Boussingault (Paris, 2 de fevereiro de 1802 — Paris, 11 de maio de 1887) foi um químico francês.